# Polyrhachis etheli
Polyrhachis etheli é uma espécie de formiga do gênero Polyrhachis, pertencente à subfamília Formicinae.